# Španělská éra
Španělská éra nebo také Éra císařů (latinsky Aera Hispanica) odkazuje na datovací systém používaný v Hispánii do té doby, než ji ve 14. století vystřídal letopočet Anno Domini. První rok tohoto letopočtu spadá do roku 38 př. n. l., což bylo pravděpodobně datum nově uložené daně Římany na porobené obyvatelstvo Ibérie. Alespoň tak to tvrdil v 7. století ve svém spisu Etymologie Isidor ze Sevilly. Údajně latinský název tohoto datování souvisí s tím, že císař Augustus vyžadoval tento poplatek v rudě (latinsky Aes, aeris = ruda). Ale je pravděpodobnější, že slovo „Aera“ souvisí se slovem rok. Přesto přesný původ tohoto datování není přesně znám. Každopádně toto datum znamená začátek Pax Romana v Hispánii.
Datování podle této éry bylo uváděno slovem Era nebo sub era, případně Era de Cesar, za nímž následoval letopočet.
Pro převod data ze španělské éry do křesťanského letopočtu stačí od tohoto data odečíst číslo 38.
Španělská éra začal být na Pyrenejském poloostrově používána pravděpodobně ve 3. století. Její používání se také objevilo na jihozápadě Francie a v severní Africe. Důvod její oblíbenosti není znám. Často jsou podle ní datovány nápisy a úřední písemnosti. Např. Alfons X. jako římskoněmecký král podle ní datoval i některé listiny pro německá města. Také v arabských středověkých pramenech, po dobytí Španělska Araby, je tato éra uváděna, a sice pod názvem Tarich as-Safar (Safar-datum). Také význam slova Safar je sporný, mohl by znamenat nulu, spíše však zahrnuje doslovný překlad výrazu „Španělská éra“ (Aera Hisoanica); Španělsko bylo v arabštině známé jako Bilad as-Safar.
Od používání této éry bylo upuštěno v jednotlivých provinciích Pyrenejského poloostrova v různých dobách:
- V Katalánsku se přestala používat po koncilu v Tarragoně roku 1180
- V Aragonii, Valencii a Mallorce bylo její používání ukončeno za vlády Jakuba I.
- V Kastilii bylo její užívání potlačeno Janem I. ve shodě se shromážděním v Segovii roku 1383 (ve skutečnosti 25. prosince 1384)
- V Portugalsku ji přestali používat v první čtvrtině 15. století, na 22. srpen 1422, během vlády Jana I.
- V Navaře vydržela déle, až do konce 15. století